# Breiðafjörður

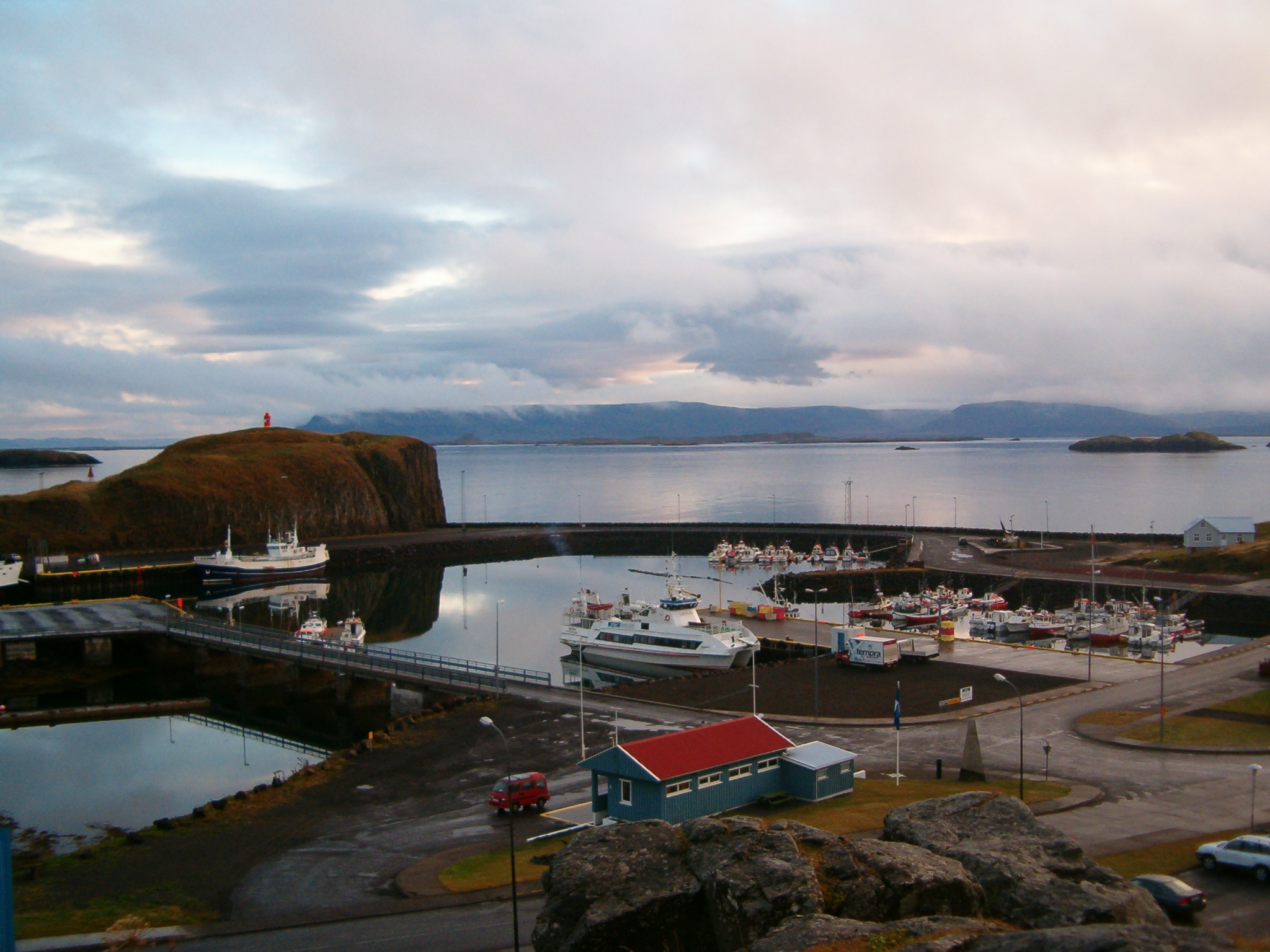
Blick von Stykkisholmur auf den Breiðafjörður

Einige der größten Fjorde Islands

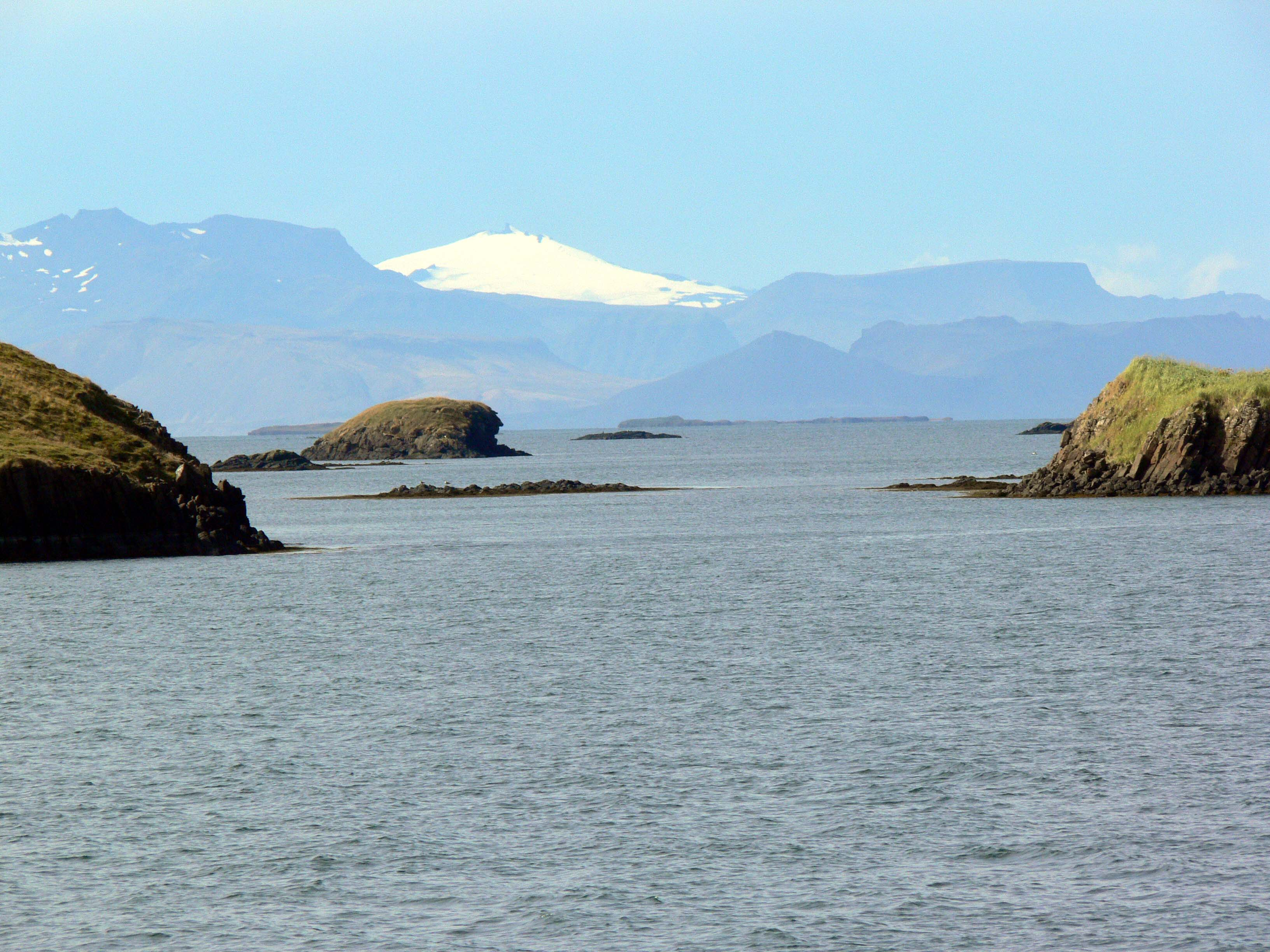
Breiðafjörðurinseln mit Snæfellsjökull im Hintergrund

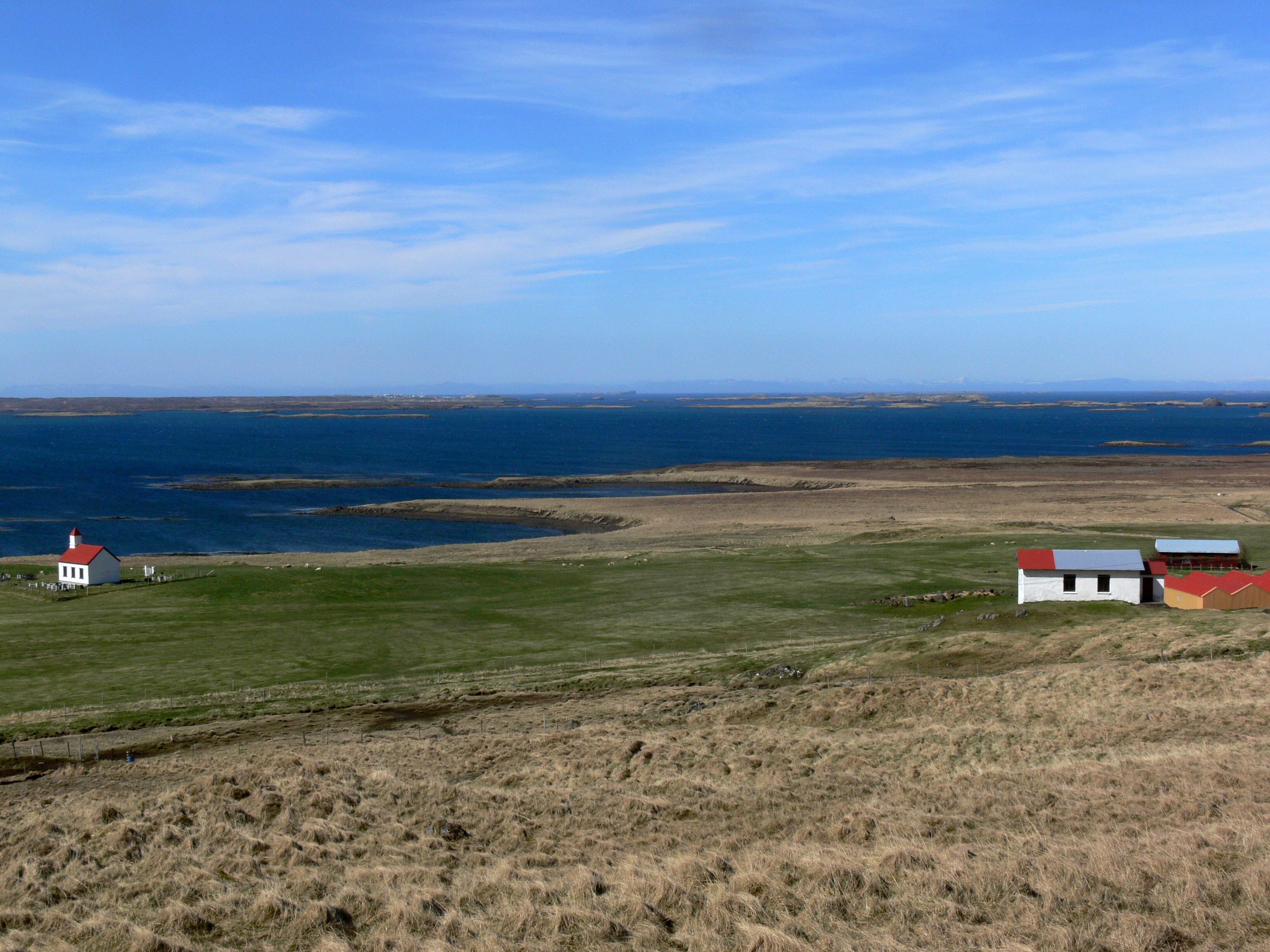
Inselwelt des Breiðafjörður

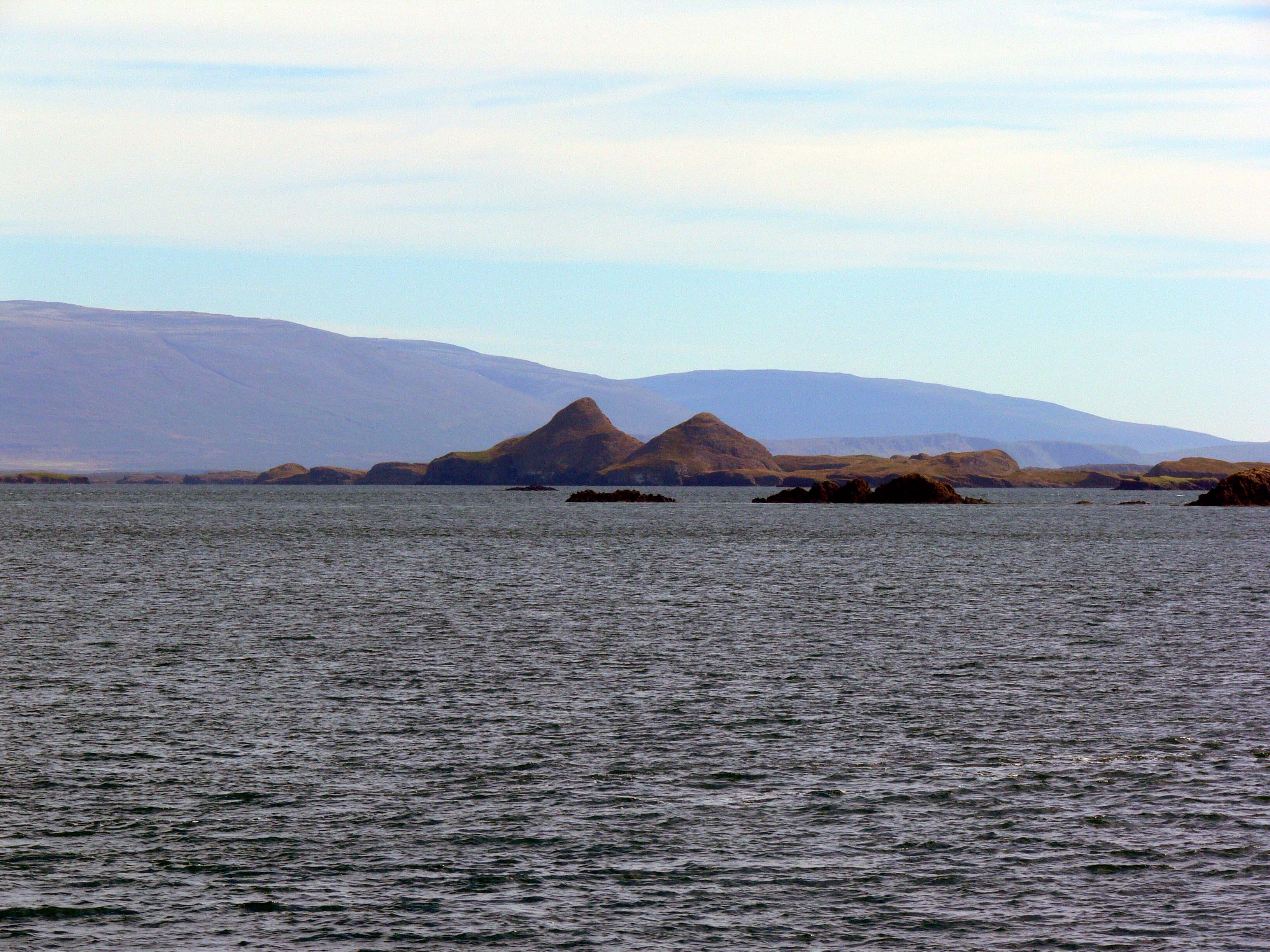
Klakkseyjar, höchste Inseln im Breiðafjörður

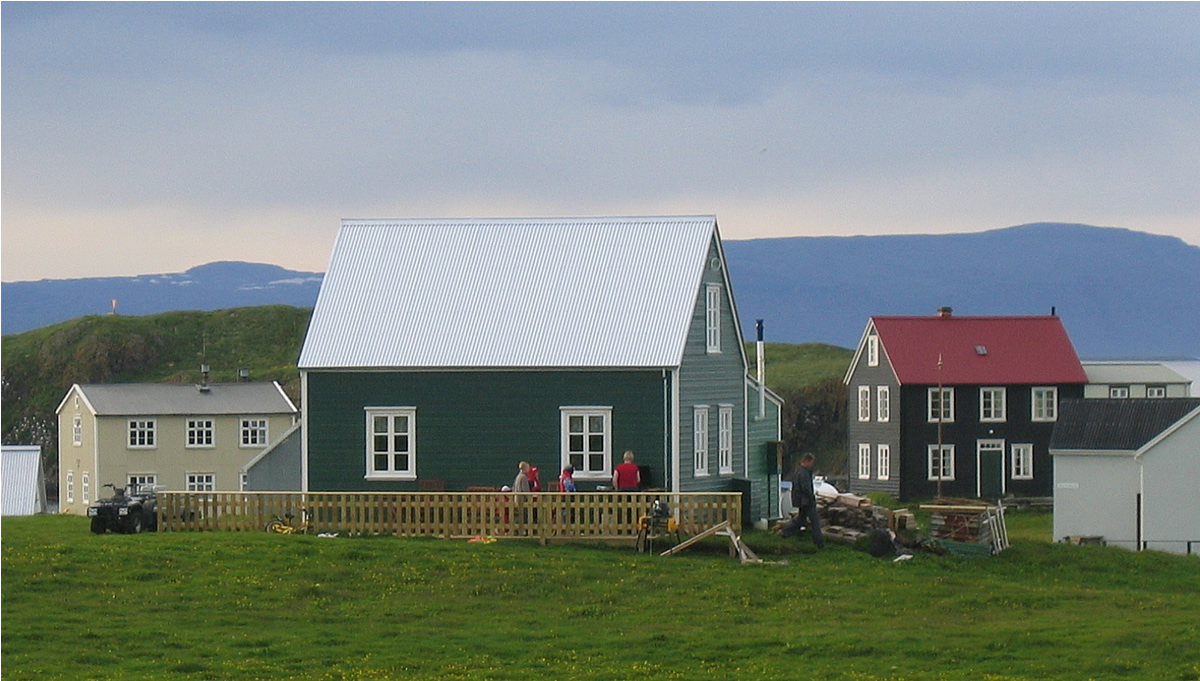
Flatey

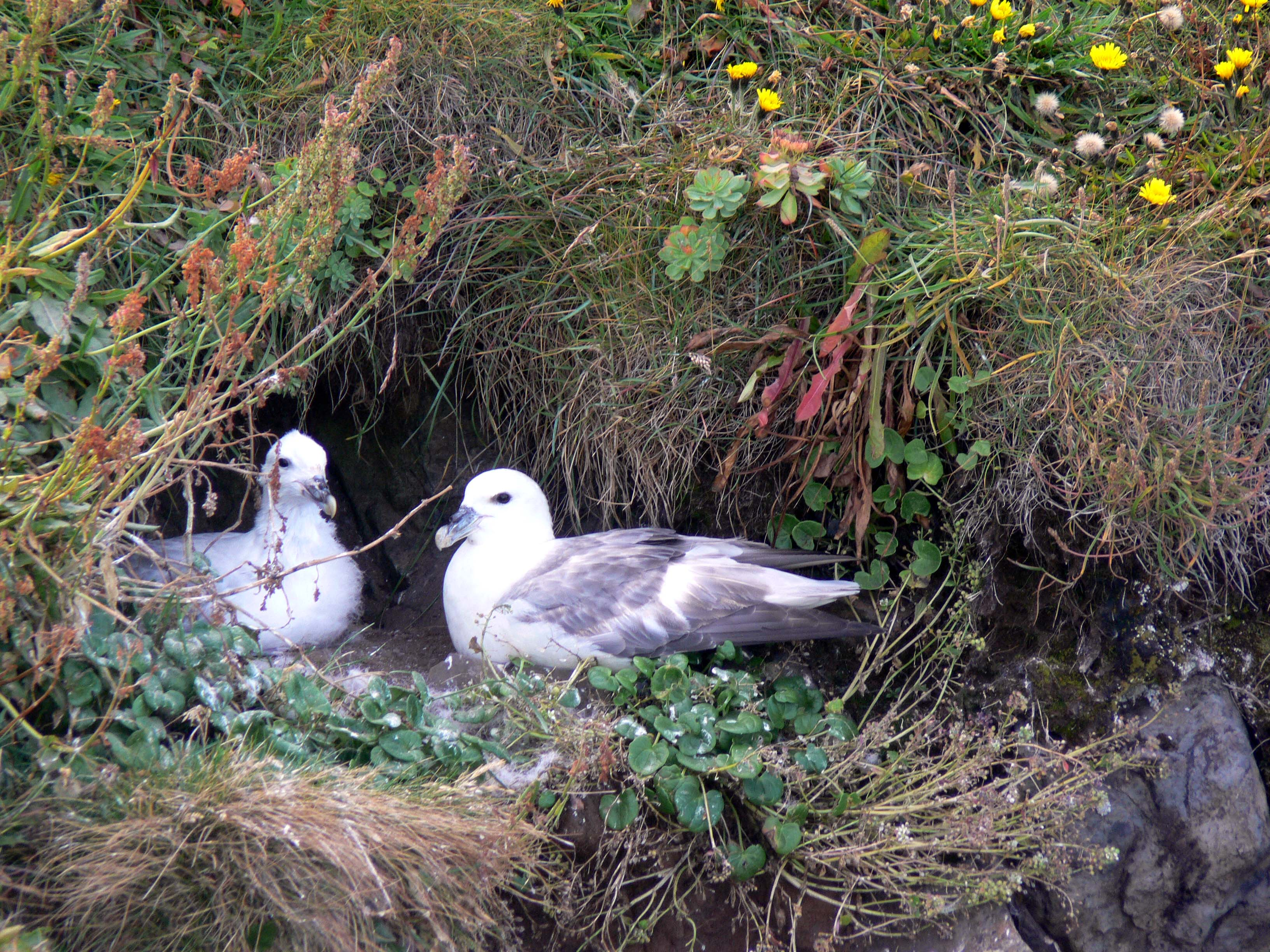
Eissturmvögel auf einer Insel im Breiðafjörður

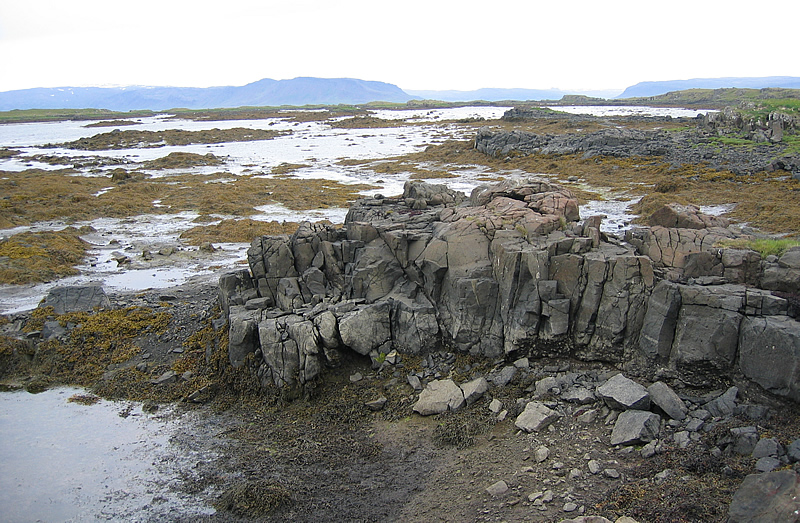
Inselgruppe Skáleyjar bei Ebbe

Der Breiðafjörður ist ein ausgesprochen breiter Fjord im Westen von Island. Er trennt die Region Vestfirðir (Westfjorde) von der Halbinsel Snæfellsnes.

## Name
Von Snæfellsnes aus kann man an klaren Tagen die Küstenlinie der Westfjorde erkennen, zum Beispiel von Grundarfjörður aus, die Entfernung hinüber beträgt an der breitesten Stelle immerhin 40 Kilometer.
Daher hat auch der Fjord seinen Namen: dt. Breiter Fjord.
Von dem kleinen Küstenort Stykkishólmur aus besteht eine Fährverbindung in die Westfjorde.

## Landschaft
Die Landschaft im und rund um den Fjord hat etliche Besonderheiten aufzuweisen wie Schlickzonen, kleine Seitenfjorde, Inselchen und Schären sowie heiße Quellen im Gezeitenbereich bei Inseln.
Etwa die Hälfte des Gezeitenbereiches von Island liegt hier und der Tidenhub kann 6 m erreichen. Zwischen manchen Inseln entsteht bei einsetzender Ebbe ein regelrechter Wasserfall, und man hat schon überlegt hier Kraftwerke zu installieren wie etwa das Gezeitenkraftwerk La Rance in Frankreich.

## Geologie: Vulkanismus
Das Grundgestein in der Gegend wurde im späten Tertiär durch den Vulkanismus der Riftzone geformt.
Die Riftzone zog sich vor etwa 14 Millionen Jahren direkt darüber und bis in die Westfjorde hinauf, danach lag sie bis vor ca. 7 Millionen Jahren über der Ostseite des Breiðafjörður. Wie bei anderen Teilen von Island handelt es sich um einen Aufbau vor allem aus Basaltschichten, die während der Eiszeit von Gletschern tief abgeschliffen wurden.
Heute noch finden sich einige Niedrigtemperaturgebiete mit heißen Quellen im Bereich des Fjords, teilweise auf den Inseln und teilweise auch im Meer, wo sie bei Ebbe sichtbar werden.

## Pflanzen und Tiere
Die große Gezeitenzone hat eine bedeutende biologische Vielfalt vorzuweisen ebenso wie besonders viele Einzelexemplare. Man findet hier zum Beispiel Algenwälder und andere wichtige Habitate von Fischen und Krustentieren. In der Gegend wachsen 230 Arten von Hochpflanzen und ca. 50 Brutvogelarten. Unter letzteren sind zum Beispiel der Knutt, die Brandgans, der Eissturmvogel, der Kormoran, der Seeadler, die Eiderente, die Krähenscharbe, der Papageientaucher und das Thorshühnchen. 300.000 Hektar des inneren Fjords werden deshalb von BirdLife International als Important Bird Area (IS006) ausgewiesen.
Schließlich findet man im Fjord und auf den Inseln den Gemeinen Seehund und die Kegelrobbe. Im Meer halten sich verschiedene Walarten auf wie zum Beispiel der Weißschnauzendelphin oder der Killerwal und der Minkwal.

## Wirtschaft und Ökologie
Die Fischerei, der Tourismus und die Algenernte sind ebenso wie die Schafzucht wichtige Einnahmequellen.
Der Breiðafjörður ist Laichgebiet für einige von Islands wichtigsten wirtschaftlich genutzten Fischarten.

## Transport und Verkehr
Die Fähre Baldur überquert von Stykkishólmur aus den Fjord in etwa drei Stunden. An der Südküste der Westfjorde legt sie in Brjánslækur bei Flókalundur an. Von dort kann man zum Beispiel zum Vogelfelsen Látrabjarg fahren (Hin- und Rückfahrt ca. fünf Stunden) oder über die Berge der Gláma nach Ísafjörður.
Wenn es die Wetterverhältnisse erlauben, kann man auch mit dem Auto die Küste im Osten von Snæfellsnes entlang nach Norden hinauffahren am Hvammsfjörður (dt. Muldenfjord), dem schmalsten Ende des Fjordes, entlang und in die Region der Westfjorde, die den Fjord im Norden begrenzt. Die Südküste der Westfjorde (Barðaströnd) am Breiðafjörður ist weitgehend unbewohnt, jedoch aufgrund einiger erloschener Zentralvulkane von bedeutender Schönheit.

## Kultur und Geschichte
Der Fjord und seine Umgebung galten in früheren Zeiten, eigentlich ab der Landnahme im 9. Jahrhundert bis ins 19. Jahrhundert als reiche Gegend. Nicht per Zufall lebte einer der reichsten Männer im frühen Mittelalter auf dem Hof Reykhólar auf der Reykjanes-Halbinsel. Bei ihm soll sich etwa auch die Sagenfigur Grettir der Starke einen Winter über aufgehalten haben.
Bedeutend ist die Insel Flatey. Auf ihr befand sich im Mittelalter eine Abtei von Augustinerchorherren. Allerdings waren es nicht sie, die das berühmte Manuskript Flateyjarbók schrieben. Es wurde nur über Jahrhunderte in Flatey aufbewahrt. Die Insel war jahrhundertelang auch ein wichtiger Handelsumschlagplatz.
Auf der Insel Hrappsey befand sich im 18. Jahrhundert eine bedeutende Druckerei, die Hrappseyjarprentsmiðja.

## Inseln

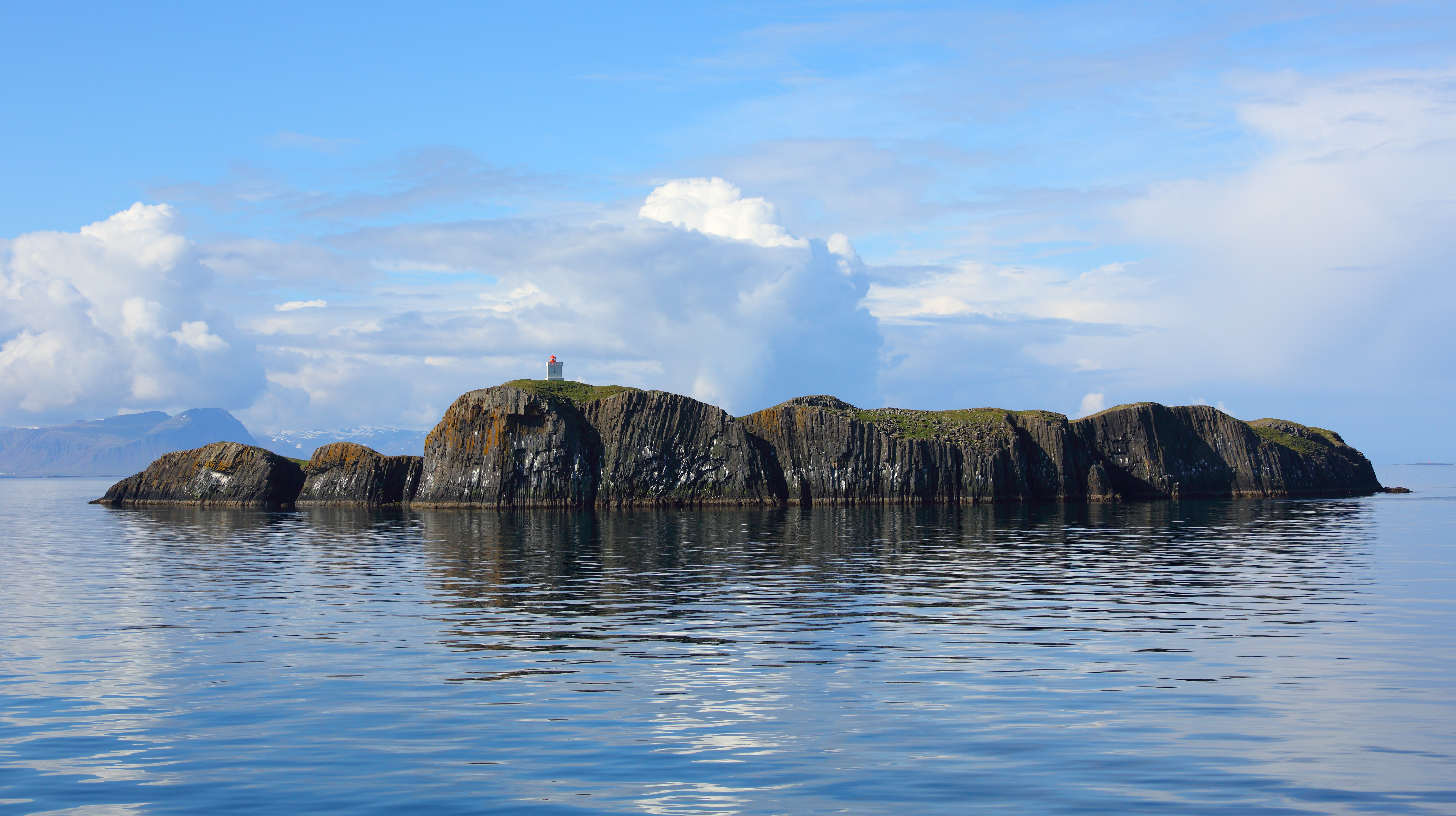
Insel Elliðaey im Breiðafjörður

Es gibt in der isländischen Landschaft dreierlei Dinge, die als unzählbar gelten: die Seen der Arnarvatnsheiði, die Erdhügel im Vatnsdalur und die Inseln im Breiðafjörður. Man schätzt ihre Zahl auf etwa 3.000.
Diese Inseln waren in früheren Zeiten teilweise über Jahrhunderte bewohnt. Heute sind alle bis auf eine verlassen. Auf einigen Inseln stehen noch Sommerhäuser, andere werden zur Eiderdaunengewinnung oder als Sommerweiden genützt.
Die wichtigste und einzige noch durchgehend bewohnte Insel ist Flatey. Sie kann im Sommer mit der Fähre erreicht werden.
Die höchsten der Inseln, Klakkseyjar, erreichen eine Höhe von 95 m.
Weitere Inselgruppen bzw. Inseln sind:
- Skáleyjar
- Hvallátur
- Svefneyjar
- Sviðnur
- Hergilsey
- Elliðaey mit ihrem Leuchtturm
- Hrappsey

## Seitenfjorde des Breiðafjörður
Südliche Seitenfjorde, d. h. Fjorde, die nach Snæfellsnes hineinreichen, sind (v.W.n.O.):
Grundarfjörður, Kolgrafafjörður, Urhvalafjörður, Seljafjörður, Hraunsfjörður, Álftafjörður.
Im innersten, d. h. östlichsten Teil des Breiðafjörður befinden sich (v.S.n.N.): Hvammsfjörður, Gilsfjörður, Króksfjörður, Berufjörður und Þorskafjörður.
In den südlichen Westfjorden liegen dann die Seitenfjorde (v.O.n.W.): Djúpifjörður, Gufufjörður, Kollafjörður, Kvígindisfjörður, Skálmarfjörður, Vattafjörður, Kerlingarfjörður, Mjóifjörður, Kjálkarfjörður, Vatnsfjörður.

## Einzelnachweise

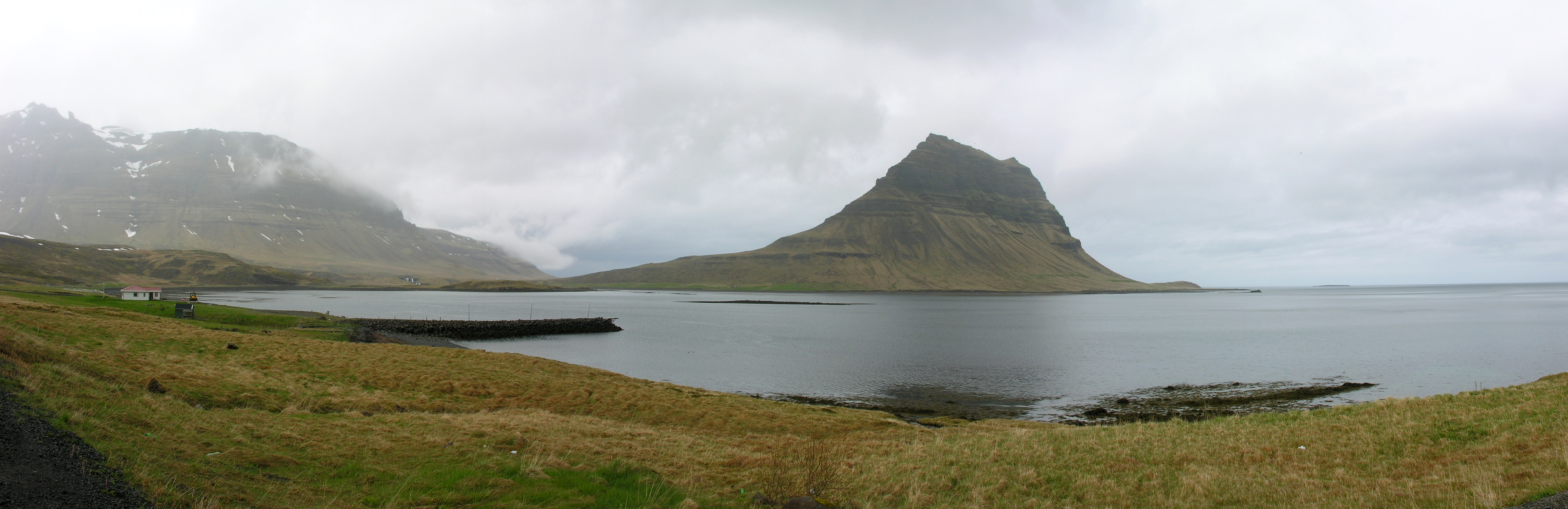
Kirkjufell am Breiðafjörður